# Dãy núi Karpat
Dãy núi Karpat hay dãy núi Carpat (tiếng Romania: Carpaţi; Séc, Ba Lan và Slovakia: Karpaty; Ukraina: Карпати (Karpaty); Đức: Karpaten; Serbia: Karpati / Карпати; Hungary: Kárpátok) là một dãy núi tạo thành hình vòng cung dài khoảng 1.500 km ngang qua Trung Âu và Đông Âu, làm cho nó trở thành dãy núi lớn nhất tại châu Âu.

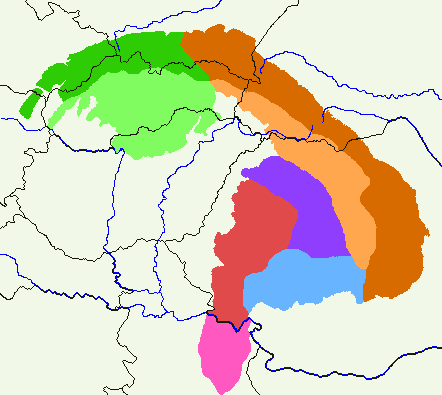
Các khu vực của Dãy núi Karpat và biên giới các nước.

Dãy núi này là nơi sinh sống của các quần thể gấu nâu, sói xám, sơn dương Chamois và linh miêu lớn nhất tại châu Âu, với mật độ cao nhất tại România cũng như của trên một phần ba các loài thực vật tại châu Âu.
Một chuỗi các rặng núi kéo dài thành hình vòng cung từ Cộng hòa Séc ở phía tây bắc; qua Slovakia, Ba Lan, Ukraina và România ở phía đông, qua khu vực Cổng Sắt trên sông Danub giữa România và Serbia ở phía nam để kết thúc trong lãnh thổ Serbia như là dãy núi Karpat Serbia (Karpatske planine). Rặng núi cao nhất trong dãy núi Karpat là Tatras nằm trên biên giới Ba Lan và Slovakia, với các đỉnh cao nhất vượt trên 2.600 m về cao độ, tiếp theo là dãy núi Nam Karpat tại România, trong đó các đỉnh cao nhất vượt quá 2.500 m. Dãy núi Karpat thường được chia thành ba phần chính: Tây Karpat (Séc, Ba Lan, Slovakia, Hungary), Đông Karpat (đông nam Ba Lan, đông Slovakia, Ukraina, Romania) và Nam Karpat (Romania, Serbia).
Các thành phố quan trọng nhất nằm gần dãy núi Karpat là Bratislava và Košice ở Slovakia, Kraków ở Ba Lan, Cluj-Napoca và Braşov ở Romania, Miskolc ở Hungary.

## Tên gọi

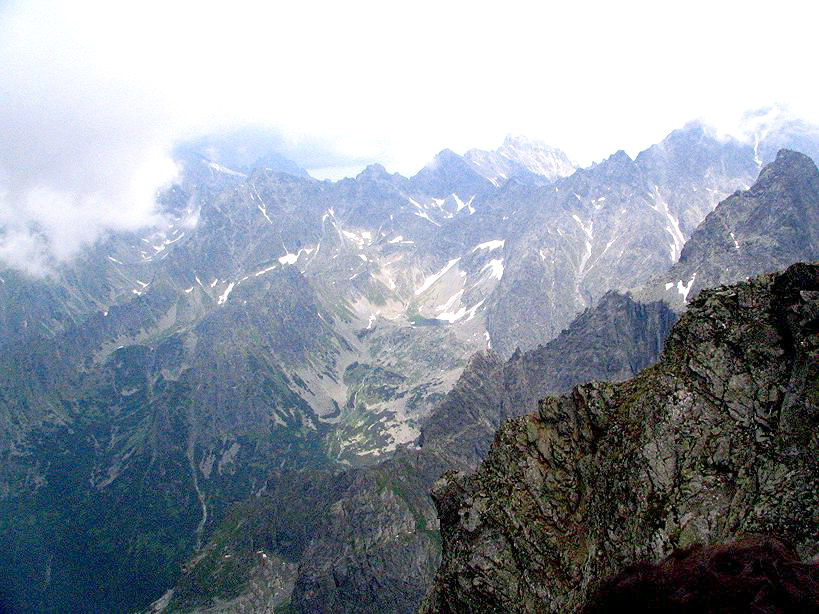
Nội Tây Karpat, Tatras Cao, Slovakia.

Tên gọi 'Karpetes' có thể có gốc rễ xa xôi từ gốc từ trong tiếng Tiền Ấn-Âu *sker-/*ker-, mà từ đó có từ trong tiếng Albania karpë "đá/núi đá", có lẽ có cùng nguồn gốc từ tiếng Dacia nghĩa là 'núi', đá hay gồ ghề (so sánh với tiếng Bắc Âu cổ harfr "gay go", tiếng Đức vùng thấp Trung cổ shcarf "mảnh sành", tiếng Litva kar~pas "cắt, chặt, vết khía", tiếng Latvia cìrpt "cắt, chặt"). Từ trong tiếng Ba Lan cổ karpa nghĩa là "những gì không đều xù xì, vật cản ngầm dưới nước/đá, rễ hoặc thân cây xù xì". Từ phổ biến hơn skarpa nghĩa là vách đá sắc nhọn hay địa hình thẳng đứng khác. Mặt khác, tên gọi cũng có thể đến từ tiếng Ấn-Âu *kwerp "xoay hướng", tương tự như tiếng Anh cổ hweorfan "xoay hướng, thay đổi" và tiếng Hy Lạp karpós "cổ tay", có lẽ là chỉ tới cách thức mà dãy núi này uốn cong hay xoay hướng thành hình chữ L.
Trong các tài liệu La Mã muộn, dãy núi Đông Karpat được nói tới như là Montes Sarmatici. Dãy núi Tây Karpat được gọi là Carpates. Tên gọi Carpates lần đầu tiên được ghi chép trong cuốn Geographia của Ptolemy viết vào thế kỷ 2. Vào khoảng thập niên 310, dãy núi Karpat được hoàng đế La Mã Valerius Licinianus Licinius nói tới như là Montes Serrorum.
Tên gọi của Carpi, một bộ lạc Dacia có thể có nguồn gốc từ tên gọi của dãy núi Karpat. Tên gọi này được ghi lại trong các tài liệu La Mã (như của Zosimus) như là những người dân sống cho tới năm 381 tại các sườn núi Đông Karpat. Như một lựa chọn khác thì tên gọi dãy núi cũng có thể bắt nguồn từ tên gọi của bộ lạc Dacia này.
Trong Hungarian XIII- i, các tài liệu Hungary thế kỷ 14 gọi tên dãy núi này là Thorchal, Tarczal hay ít phổ biến hơn là Montes Nivium.
Trong xaga vùng Scandinavia là Hervarar saga, trong đó người ta miêu tả các truyền thuyết Đức cổ đại về các trận chiến giữa người Goth và người Hung, tên gọi Karpates xuất hiện trong dạng Đức có thể đoán trước như là Harvaða fjöllum (xem quy luật Grimm).

## Địa lý

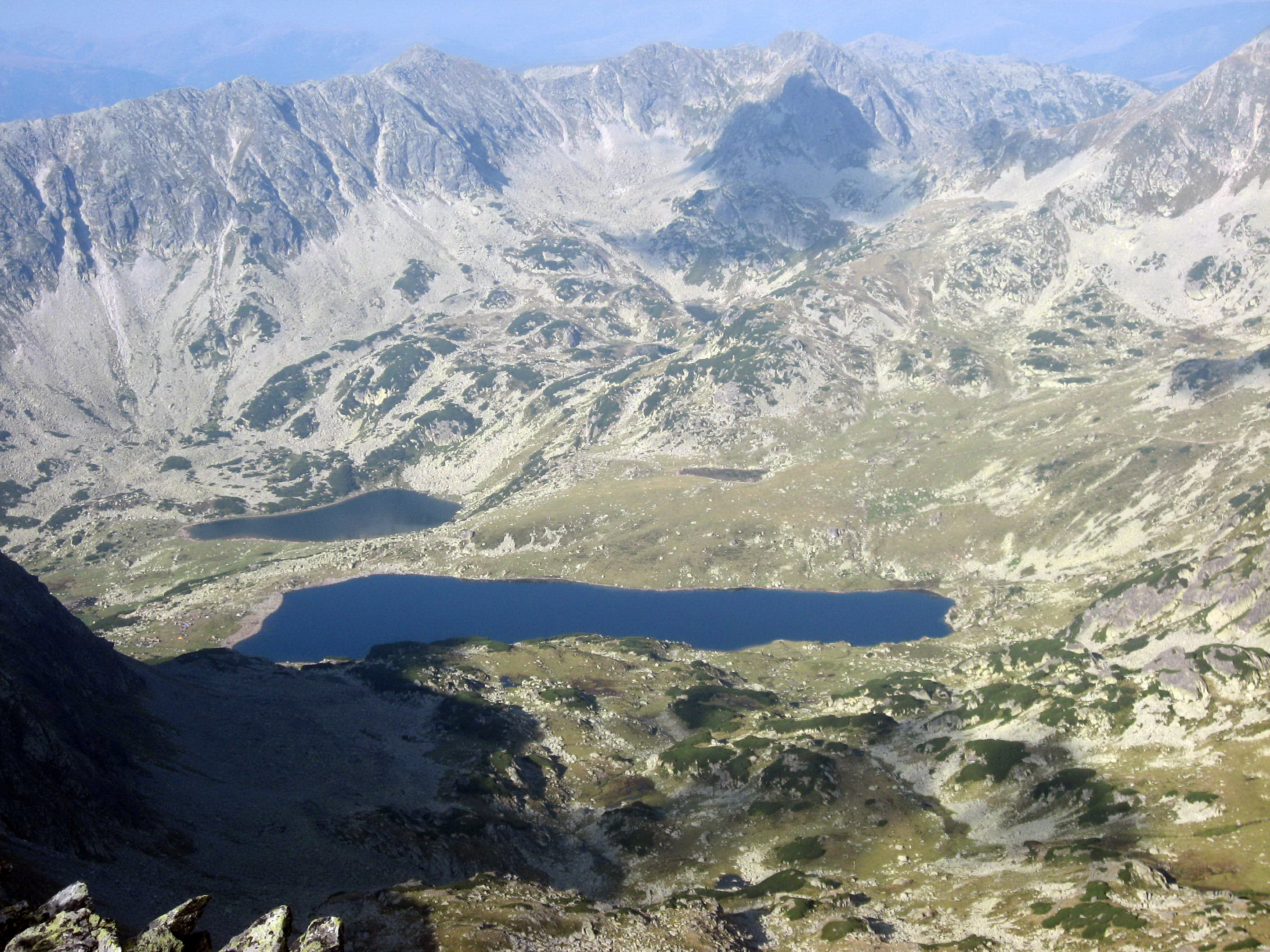
Hồ Bucura, Nam Karpat, România.

Dãy núi Karpat bắt đầu từ sông Danub gần Bratislava. Nó bao quanh Rus Karpathia và Transilvania trong một hình bán nguyệt lớn, lướt về phía đông nam và kết thúc trên sông Danub gần Orşova ở Romania. Chiều dài của dãy Karpat là trên 1.500 km còn chiều rộng của các dãy núi nằm trong khoảng từ 12 tới 500 km. Chiều rộng lớn nhất của dãy Karpat tương ứng với các cao độ cao nhất của nó. Hệ thống sơn mạch này đạt tới bề rộng lớn nhất của nó trong cao nguyên Transilvania và độ cao nhất tại nhóm Tatra (rặng núi cao nhất, với đỉnh Gerlachovský có độ cao 2.655 m (8.705 ft) trên mực nước biển trong lãnh thổ Slovakia, gần biên giới với Ba Lan). Nó che phủ diện tích 190.000 km² và là hệ thống núi trải rộng thứ hai tại châu Âu, sau Alps.
Mặc dù nói chung được coi như là một dãy núi, nhưng Karpat trên thực tế không tạo thành một dãy liên tục các núi. Thay vì thế, nó bao gồm vài nhóm khác biệt về mặt sơn văn học và địa chất, thể hiện một sự đa dạng cấu trúc lớn như của Alps. Dãy núi Karpat, chỉ ở một vài nơi đạt được các cao độ trên 2.500 m; thiếu các đỉnh dốc đứng, các dải băng tuyết trải rộng, các sông băng lớn, các thác nước cao và hàng loạt các hồ lớn; những dặc trưng khá phổ biến của dãy núi Alps. Không có khu vực nào trong dãy núi Karpat bị tuyết che phủ quanh năm và ở đây hoàn toàn không có sông băng. Dãy Karpat ở cao độ lớn nhất của nó cũng chỉ cao như khu vực Trung Alps, và chúng chia sẻ các đặc trưng chung như biểu hiện bề ngoài, khí hậu và quần thực vật.
Dãy núi Karpat bị chia tách với dãy Alps bằng sông Danub. Hai dãy núi này chỉ giao nhau ở một điểm: dãy núi Leitha ở Bratislava. Con sông này cũng chia tách chúng với Stara Planina, hay "dãy núi Balkan", tại Orşova, Romania. Các thung lũng sông March và sông Oder chia tách dãy núi Karpat ra khỏi các dãy Silesia và Moravia, những dãy núi thuộc về cánh giữa của Hệ thống núi trung tâm lớn của châu Âu. Không giống như các cánh khác của hệ thống, dãy núi Karpat, tạo thành đường chia nước giữa các biển phương bắc với biển Đen, được bao quanh ở mọi mặt bằng các bình nguyên, gọi là bình nguyên Pannonia ở phía tây nam, bình nguyên Hạ Danub (Romania) ở phía nam và bình nguyên Galicia ở phía đông bắc.

### Đô thị
Các đô thị quan trọng gần dãy núi Karpat, theo trật tự giảm dần về dân số là:
- Bratislava (Slovakia, 426.091)
- Cluj-Napoca (Romania, 310.243)
- Braşov (Romania, 284.596)
- Košice (Slovakia, 234.596)
- Oradea (Romania, 206.614)
- Miskolc (Hungary, 178.950)
- Sibiu (Romania, 154.892)
- Târgu Mureş (Romania, 146.000)
- Baia Mare (Romania, 137.976)
- Tarnów (Ba Lan, 117.109)
- Râmnicu Vâlcea (Romania, 111.497)
- Uzhhorod (Ukraina, 111.300)
- Piatra Neamţ (Romania, 105.865)
- Suceava (Romania, 104.914)
- Drobeta-Turnu Severin (Romania, 104.557)
- Reşiţa (Romania, 86.383)
- Žilina (Slovakia, 85.477)
- Bistriţa (Romania, 81.467)
- Banská Bystrica (Slovakia, 80.730)
- Deva (Romania, 80.000)
- Zlín (Séc, 79.538)
- Hunedoara (Romania, 79.235)
- Zalău (Romania, 71.326)
- Przemyśl (Ba Lan, 66.715)
- Alba Iulia (Romania, 66.369)
- Zaječar (Serbia, 65.969)
- Sfântu Gheorghe (Romania, 61.543)
- Turda (Romania, 57.381)
- Bor (Serbia, 55.817)
- Mediaş (Romania, 55.153)
- Poprad (Slovakia, 55.042)
- Petroşani (Romania, 45.194)
- Miercurea Ciuc (Romania, 42.029)
- Sighişoara (Romania, 32.287)
- Făgăraş (Romania, 40.126)
- Zakopane (Ba Lan, 27.486)
- Câmpulung Moldovenesc (Romania, 20.076)
- Vatra Dornei (Romania, 17.864)
- Rakhiv (Ukraina, 15.241).

## Địa chất
Dãy Karpat được hình thành trong thời gian diễn ra kiến tạo sơn Alps.

### Phân chia
Rặng núi lớn nhất là Tatra.

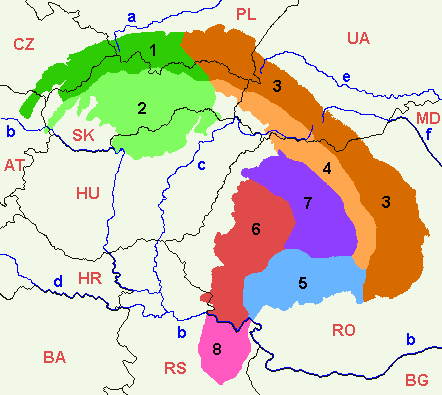
Bản đồ chỉ ra các đơn vị phân chia của dãy Karpat.
1. Vùng xanh lá xẫm: Rìa Tây Karpat
2. Vùng xanh lá nhạt: Nội Tây Karpat hay vùng trung tâm Karpat phía tây
3. Vùng nâu xẫm: Rìa Đông Karpat
4. Vùng nâu nhạt: Nội Đông Karpat hay vùng trung tâm Karpat phía đông
5. Vùng xanh da trời: Nam Karpat
6. Vùng đỏ: Karpat Tây Romania
7. Vùng tím: Cao nguyên Transilvania
8. Vùng hồng: Karpat Serbia

Phần lớn của tây và đông bắc Ngoại Karpat tại Ba Lan, Ukraina và Slovakia theo truyền thống được gọi là Beskidy.
Ranh giới địa chất giữa Tây và Đông Karpat chạy gần đúng dọc theo đường (nam lên bắc) giữa các thị trấn Michalovce - Bardejov - Nowy Sącz - Tarnów. TRong các hệ phân chia cũ hơn thì ranh giới này chạy dịch về phía đông – tại đường (bắc xuống nam) dọc theo sông San và Osława (Ba Lan) – thị trấn Snina (Slovakia) – sông Turia (Ukraina). Tuy nhiên, các nhà sinh học lại dịch ranh giới này xa hơn nữa về phía đông.
Ranh giới giữa Đông và Nam Karpat được tạo thành từ đèo Predeal, phía nam thành phố Braşov ở Romania và thung lũng Prahova.
Người Ukraina đôi khi nói về "Đông Karpat" chỉ như là mỗi Karpat Ukraina, nghĩa là về cơ bản chỉ là phần chủ yếu nằm trên lãnh thổ Ukraina (tức phía bắc đèo Prislop), trong khi người Romania đôi khi chỉ nói về "Đông Carpat" chỉ là phần về cơ bản nằm trên lãnh thổ Romania (từ biên giới với Ukraina, phía nam đèo Prislop).
Bên cạnh đó, người Romania phân chia Đông Carpat trên lãnh thổ của họ thành ba nhóm địa lý đơn giản hóa (bắc, trung, nam), thay vì Ngoại và Nội Đông Karpat. Chúng bao gồm:
- Carpaţii Maramureşului şi ai Bucovinei (Carpat vùng Maramureş và Bucovina)
- Carpaţii Moldo-Transilvani (Carpat vùng Moldavia-Transilvania)
- Carpaţii de Curbură/Carpaţii Curburii

## Nhân vật đáng chú ý
- Ludwig Greiner (1796-1882), người đã nhận ra rằng Gerlachovský štít là ngọn núi cao nhất trong dãy núi Karpat.